# STS-49
La STS-49 è una missione spaziale del Programma Space Shuttle.
Si tratta della prima missione della navicella Endeavour. La partenza, prevista per le ore 8:34 p.m. (EDT) del 4 maggio 1992, è stata rinviata al 7 maggio (7:06 p.m.) per avere una migliore luce durante il servizio fotografico che documentava la partenza della navicella.
Oltre ad alcuni esperimenti scientifici, la missione principale è stata la cattura e la sostituzione del motore del satellite INTELSAT VI.

## Equipaggio
- Daniel C. Brandenstein: Comandante (4)
- Kevin P. Chilton: Pilota (1)
- Pierre J. Thuot: Specialista di missione (2)
- Kathryn Thornton: Specialista di missione (2)
- Richard J. Hieb: Specialista di missione (2)
- Thomas D. Akers: Specialista di missione (2)
- Bruce E. Melnick: Specialista di missione (2)

## Parametri della missione
- Massa:
  - Navetta al rientro con carico: 91.214 kg
  - Carico utile: 14.618 kg
- Perigeo: 268 km
- Apogeo: 341 km
- Inclinazione orbitale: 28.35°
- Periodo: 1 ora, 30 minuti, 35 secondi

### Passeggiate spaziali
- Thuot e Hieb  - EVA 1
- Inizio EVA 1: maggio 10, 1992 - 20:40 UTC
- Fine EVA 1: maggio 11, - 00:23
- Durata: 3 ore, 43 minuti
- Thuot e Hieb  - EVA 2
- Inizio EVA 2: maggio 11, 1992 - 21:05 UTC
- Fine EVA 2: maggio 12, - 02:35 UTC
- Durata: 5 ore, 30 minuti
- Thuot, Hieb e Akers  - EVA 3
- Inizio EVA 3: maggio 13, 1992 - 21:17 UTC
- Fine EVA 3: maggio 14, - 05:46 UTC
- Durata: 8 ore, 29 minuti
- Thornton e Akers  - EVA 4
- Inizio EVA 4: maggio 14, 1992 - ~21:00 UTC
- Fine EVA 4: maggio 15, ~05:00 UTC
- Durata: 7 ore, 44 minuti